# NGC 3447A
NGC 3447A is een onregelmatig sterrenstelsel in het sterrenbeeld Leeuw. Het hemelobject werd op 18 maart 1836 ontdekt door de Britse astronoom John Herschel.

## Synoniemen
- UGC 6007
- MCG 3-28-28
- VV 252
- KCPG 255B
- PGC 32700